# Karl Bürkli

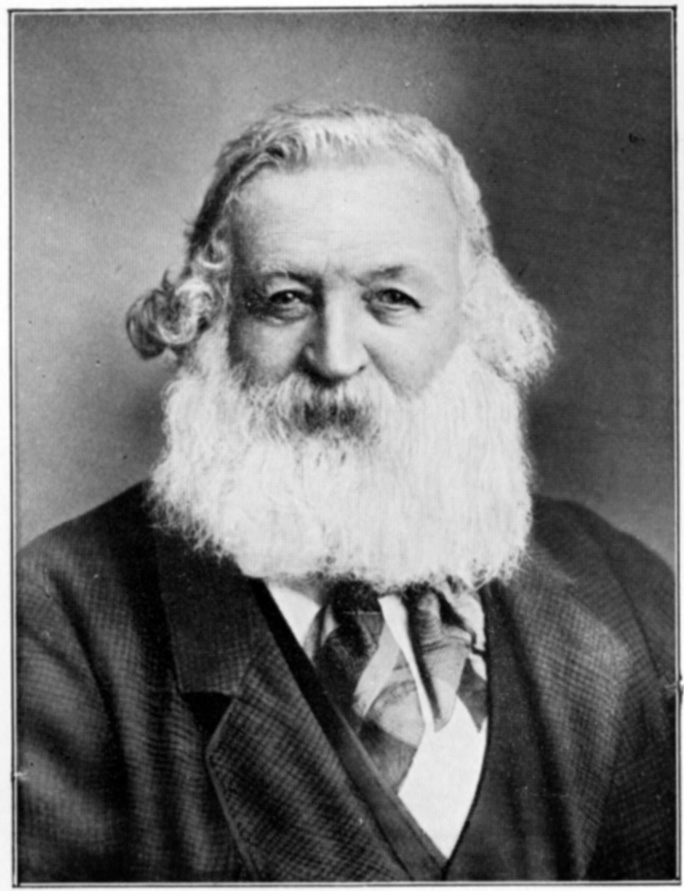
Porträt von Bürkli aus der Galerie der Zürcher Arbeiterführer

Karl Bürkli (* 31. Juli 1823 in Zürich; † 20. Oktober 1901 in Mettmenstetten) war ein Schweizer Frühsozialist und Mitbegründer von Konsumgenossenschaften.

## Herkunft und erste Jahre
Karl Bürkli wurde geboren als Sohn des Seidenfabrikanten und Obersten Johann Georg Bürkli und der Wilhelmine, einer geborenen Füssli. Der 1823 in Zürich geborene Knabe brach das Untergymnasium ab und absolvierte von 1839 bis 1842 eine Gerberlehre. Anschliessend ging er bis 1848 auf Wanderschaft. In Paris lernte er die Schriften von Charles Fourier kennen, der die Lösung gesellschaftlicher Probleme in der Schaffung von Kommunen sah. Die Menschen sollten sich zu Gemeinden von 2000 Personen zusammenfinden und Wohnen, Arbeit und Konsum gemeinsam regeln. Fourier nannte diese siedlungsähnlichen Gebäude «Phalanstères», wie antike Schlachtordnungen. Noch vor 1848 reiste Bürkli auch nach Deutschland.

## Der Konsumverein
Zusammen mit Johann Jakob Treichler und weiteren Genossen gründete Bürkli 1851 den Konsumverein Zürich, den ersten Konsumverein der Schweiz und auf dem ganzen europäischen Festland. Gemäss Statuten wollte dieser den «Handelswucher» ausschalten. Als erstes kauften die Genossenschafter eine Ladung Zigarren, dann einen Stapel Hemdentuch, später Hafermehl, Gerste, Reis, Erbsen, Kaffee, Seife, Kerzen und Öl. Verkauft wurde ohne Gewinn, berechnet nur eine Kommissionsgebühr.
Der Konsumverein mit seinen Filialen und Ablegern war zugleich eine Art frühsozialistische Parteiorganisation. Die beiden wichtigsten Funktionäre dieser Gesellschaft, Johann Jakob Treichler und Jakob Bürkli, wurden in den Kantonsrat gewählt; die «Hunnenschaar der Sozialisten bricht im Kanton ein», schrieb die Zürcher Freitags-Zeitung 1851.
1853 bestanden bereits fünf Konsumläden. Die Mitgliederzahl des Zürcher Vereins stieg bis 1854 auf 2450. Es waren meist Arbeiter der Zürcher Industriebetriebe, vor allem aus der späteren Escher Wyss, die Anteilscheine zeichneten.

## Die Texas-Expedition
Konsumverein und Lokalpolitik waren Karl Bürkli zu wenig; einer verbreiteten Idee folgend, wollte er in Amerika ein echtes Utopia gründen, zusammen mit Fourieristen aus ganz Europa. Er trommelte in der Schweiz und in Europa mehr als 100 Auswanderungswillige zusammen.
Der europäische Vorstand dieser Expedition kaufte Land in Texas in der Nähe von Dallas. 1855 reiste der Trupp ab. Am Reiseziel, in Utopia (Texas), sah alles anders aus. Das Land war noch nicht definitiv erworben, und die mexikanische Regierung plante inzwischen eine Eisenbahnlinie, für die das ins Auge gefasste Land freigehalten werden musste. Wegen des Bahnprojekts stiegen die Bodenpreise. Als Notlösung kauften die Auswanderer für teures Geld zehn Quadratkilometer Boden, der für die geplante «Phalange» allerdings nicht gross genug war.
Der Niedergang war nicht aufzuhalten. Streit und schlechte Ernten liessen den Idealismus verkümmern, Unmut über die seltsamen Arbeitszeiten im fourieristischen System der Arbeitsteilung riss ein, Nationalitätenzwiste brachen aus, wer etwas Besseres fand, lief weg. Zu allem Unglück lag die Utopistensiedlung, in der jede Ausbeutung aufgehoben werden sollte, im Sklavenhaltergebiet. Die Südstaatler gaben den Neuen klar zu verstehen, dass sie in dieser Frage nicht abweichen können; «neutral sei nicht genug, man müsse in Texas mit Leib und Seele für die Negersklaverei sein», wie Bürkli in einem Bericht über die Expedition schrieb.
Dem Kommunegründer Bürkli blieb nichts übrig, als auch zu gehen, er hatte viel Geld verloren.

## Die späteren Jahre
Nachdem er auf Umwegen in die Schweiz zurückgekehrt war, blieb Bürkli trotz des gescheiterten Abenteuers ein populärer Kämpfer. Er setzte sich in unzähligen Reden und Schriften weiterhin nicht nur für den Genossenschaftsgedanken ein, sondern auch für direkte Demokratie und eine öffentliche Kreditbank, die den Genossenschaften billige Kredite verschaffen sollte. Von Staatsbetrieben hielt er nichts, diese sollten sich in der zukünftigen genossenschaftlich organisierten Gesellschaft auflösen. Bürkli war eine treibende Kraft der widerständigen Bewegung gegen das Regime, das der Zürcher Patrizier Alfred Escher errichtet hatte. Dass Zürich 1869 eine demokratische Kantonsverfassung erhielt, ist auch ein Verdienst dieses frühsozialistischen Freigeists. Die späteren Jahre wirkte er als Wirt und Inhaber eines privaten Konsumladens. Kurz vor seinem Tod zog er zu seiner Nichte Bertha Steinmann nach Mettmenstetten, die dort mit einem Bauern verheiratet war. Die Bestattung Bürklis fand im Zürcher Zentralfriedhof statt (heute: Friedhof Sihlfeld).
Der Historiker Erich Gruner, Verfasser eines Standardwerkes über die Arbeiterbewegung der Schweiz, bescheinigt: «Bürkli ist» – neben Pierre Coullery – «der erste autochthone Schweizer Sozialist, der eine typisch schweizerische sozialistische Doktrin entwickelt hat».

## Werke
- Monarchischer Paradiesapfel.1865/66.
- Was ist – was will der Sozialismus, vor allem die rothe oder Volksrepublik. In: Freie Stimmen. Nr. 10 (5. März 1851), S. 38 ff., und Nr. 12 (19. März 1851), S. 45 ff.
- Die sozialistische Expedition nach Texas. In: Eidgenössische Zeitung. Nr. 245 (4. September 1858) und Nr. 246 (5. September 1858).
- Ein Republikaner über die Arbeiterfrage. In: Demokratisches Wochenblatt. Nr. 49 Beilage vom 5. Dezember 1868 und Nr. 50 Beilage vom 12. Dezember 1868.
- Direct Legislation by the People, versus representative Government, translated from the original Swiss Pamphlets by Eugene Oswald. Cherry & Fletcher, London 1869.
- Der wahre Winkelried, die Taktik der alten Urschweizer. Ein Beitrag zur 500jährigen Feier der Schlacht ob Sempach. Commissionsverlag Schabelitz, Zürich 1886.